# Seget Gornji
Seget Gornji – wieś w Chorwacji, w żupanii splicko-dalmatyńskiej, w gminie Seget. W 2011 roku liczyła 136 mieszkańców.